# Oliver Fink
Oliver Fink (Hirschau, 6 juni 1982) is een Duits voetballer die bij voorkeur als middenvelder speelt. Hij stroomde in 2002 door vanuit de jeugd van SSV Jahn Regensburg. Sedert 1 juli 2009 staat hij onder contract bij Fortuna Düsseldorf.

## Clubcarrière
Fink voetbalde in de jeugd van FC Schlicht, een plaatselijke voetbalploeg rond Hirschau. Na een seizoen bij FC Schwandorf kwam Fink in 1998 terecht bij SG Post/Süd Regensburg. In 2002 ging die jeugdploeg op in SSV Jahn Regensburg. In het seizoen 2003/04 kwam hij in het eerste elftal terecht. Na omzwervingen bij Burghauser en Unterhaching tekende Fink in 2009 een contract bij Fortuna Düsseldorf. Op het einde van het seizoen 2011/12 promoveerde Fink met Düsseldorf naar de hoogste afdeling. Hij maakte zijn debuut in de Bundesliga op 25 augustus 2012 in de met 0–2 gewonnen wedstrijd tegen FC Augsburg. Hetzelfde seizoen degradeerde Düsseldorf opnieuw naar de 2. Bundesliga. Vanaf het seizoen 2016/17 is Fink kapitein van de ploeg. In het seizoen 2017/18 slaagde Düsseldorf er opnieuw in te promoveren naar de Bundesliga.

## Clubstatistieken
| Seizoen     | Club                | Competitie       | Competitie | Competitie | Beker | Beker | Internationaal | Internationaal | Totaal | Totaal |
| Seizoen     | Club                | Competitie       | Wed.       | Dlp.       | Wed.  | Dlp.  | Wed.           | Dlp.           | Wed.   | Dlp.   |
| ----------- | ------------------- | ---------------- | ---------- | ---------- | ----- | ----- | -------------- | -------------- | ------ | ------ |
| 2003/04     | SSV Jahn Regensburg | 2. Bundesliga    | 18         | 1          | —     | —     | —              | —              | 18     | 1      |
| 2004/05     | SSV Jahn Regensburg | Regionalliga Süd | 15         | 0          | —     | —     | —              | —              | 15     | 0      |
| 2004/05     | Burghauser          | 2. Bundesliga    | 18         | 2          | —     | —     | —              | —              | 18     | 2      |
| 2005/06     | Burghauser          | 2. Bundesliga    | 29         | 1          | 1     | 0     | —              | —              | 30     | 1      |
| 2006/07     | Burghauser          | 2. Bundesliga    | 18         | 0          | 1     | 0     | —              | —              | 19     | 0      |
| 2007/08     | SpVgg Unterhaching  | Regionalliga Süd | 33         | 4          | 1     | 0     | —              | —              | 34     | 4      |
| 2008/09     | SpVgg Unterhaching  | 3. Liga          | 34         | 1          | 1     | 0     | —              | —              | 35     | 1      |
| 2009/10     | Fortuna Düsseldorf  | 2. Bundesliga    | 33         | 2          | 1     | 1     | —              | —              | 34     | 3      |
| 2010/11     | Fortuna Düsseldorf  | 2. Bundesliga    | 31         | 3          | —     | —     | —              | —              | 31     | 3      |
| 2011/12     | Fortuna Düsseldorf  | 2. Bundesliga    | 33         | 4          | 3     | 1     | —              | —              | 36     | 5      |
| 2012/13     | Fortuna Düsseldorf  | Bundesliga       | 26         | 3          | 3     | 0     | —              | —              | 29     | 3      |
| 2013/14     | Fortuna Düsseldorf  | 2. Bundesliga    | 27         | 1          | —     | —     | —              | —              | 27     | 1      |
| 2014/15     | Fortuna Düsseldorf  | 2. Bundesliga    | 12         | 2          | —     | —     | —              | —              | 12     | 2      |
| 2015/16     | Fortuna Düsseldorf  | 2. Bundesliga    | 20         | 2          | 1     | 0     |                |                | 21     | 2      |
| 2016/17     | Fortuna Düsseldorf  | 2. Bundesliga    | 23         | 1          | 1     | 0     | —              | —              | 24     | 1      |
| 2017/18     | Fortuna Düsseldorf  | 2. Bundesliga    | 22         | 0          | 2     | 1     | —              | —              | 24     | 1      |
| 2018/19     | Fortuna Düsseldorf  | Bundesliga       | 0          | 0          | 0     | 0     | —              | —              | 0      | 0      |
| Club totaal | Club totaal         | Club totaal      | 392        | 27         | 15    | 3     | 0              | 0              | 407    | 30     |

Bijgewerkt op 14 september 2018
1 Kwasigroch ·
3 Hoffmann ·
5 Heyer ·
6 Haag ·
7 Pejčinović ·
8 Jóhannesson ·
9 Vermeij ·
10 van Brederode ·
11 Kwarteng ·
12 Lunddal ·
15 Oberdorf ·
18  Niemiec ·
19 Iyoha ·
20  Siebert ·
21 Rossmann ·
22 Schmidt ·!
23 Appelkamp ·
24 Kownacki ·
25 Zimmermann ·
26 Schock ·
27 Jastrzembski ·
31 Sobottka ·
33 Kastenmeier ·
34 Gavory ·
35 Bunk ·
37 Savić ·
45 Affo ·
Coach: Thioune